# چسزکویکه
چسزکویکه (به لاتین: Trzeszkowice) یک روستای لهستان در لهستان است که در Gmina Mełgiew واقع شده‌است.